# Phallomycetidae
Sous-classe
Les Phallomycetidae sont une sous-classe de champignons agaricomycètes. 

## Liste des ordres
Selon MycoBank (18 janvier 2023) :
- Geastrales K. Hosaka & Castellano, 2006
- Gomphales Jülich, 1982

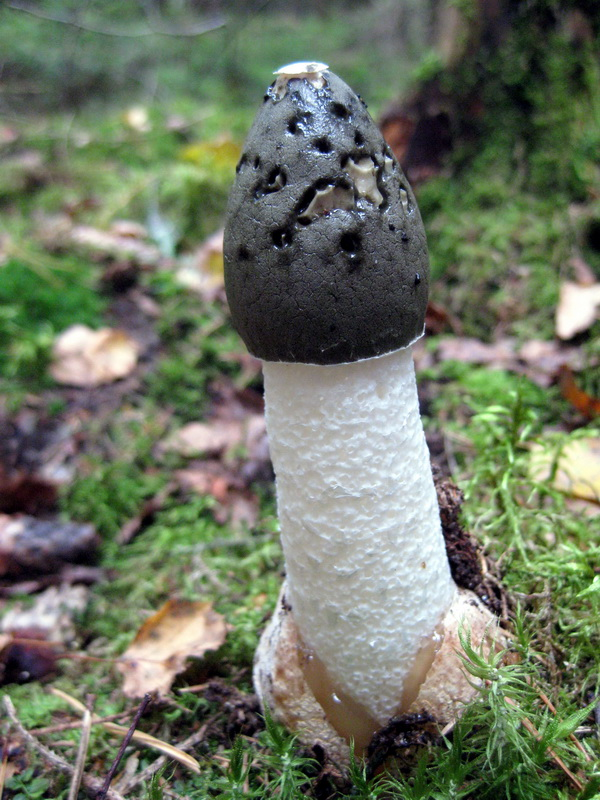
Phallus impudicus est une espèce commune en Europe et facilement reconnaissable.

- Hysterangiales K. Hosaka & Castellano, 2007
- Phallales E. Fisch., 1898

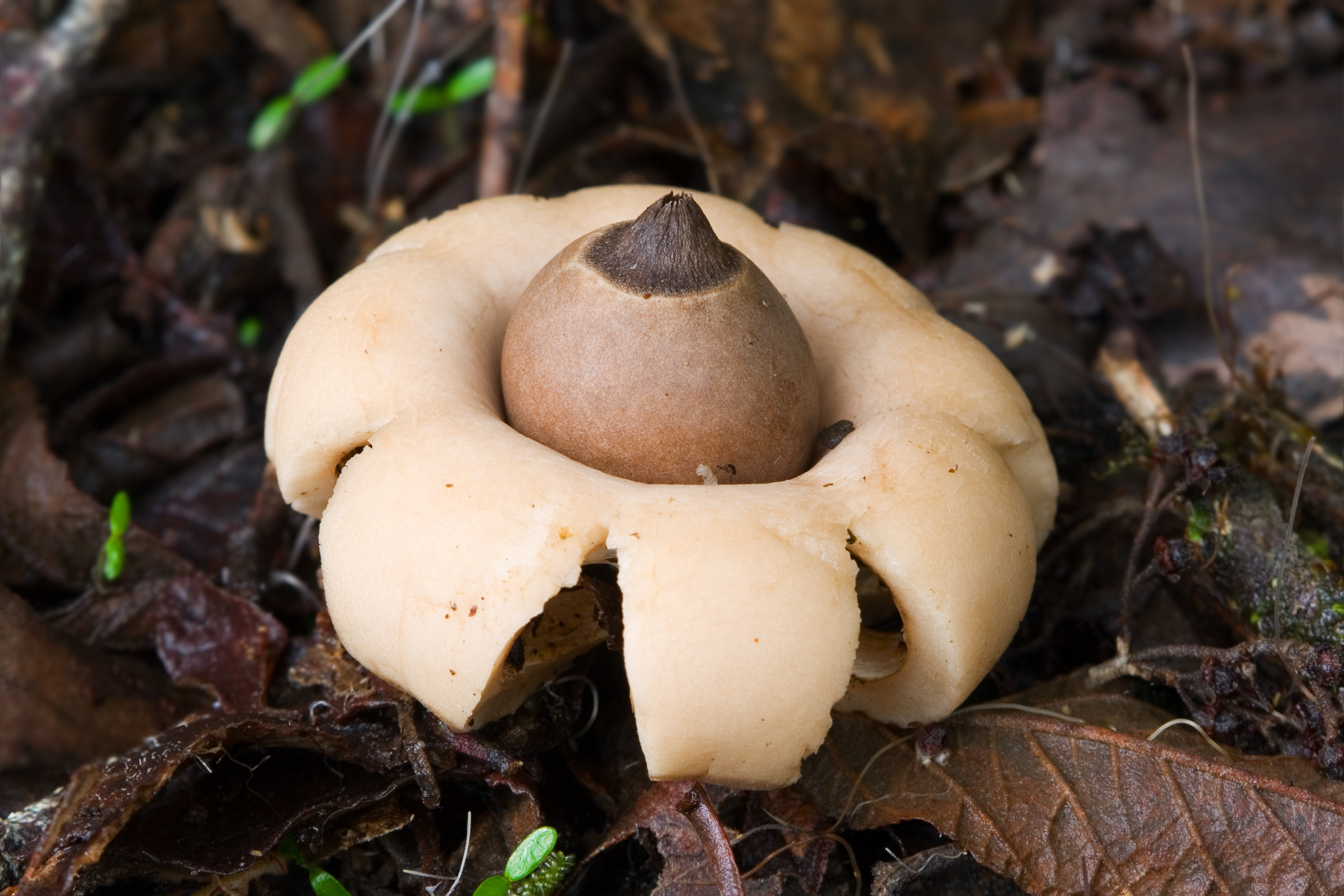
Geastrum saccatum (Geastrales).
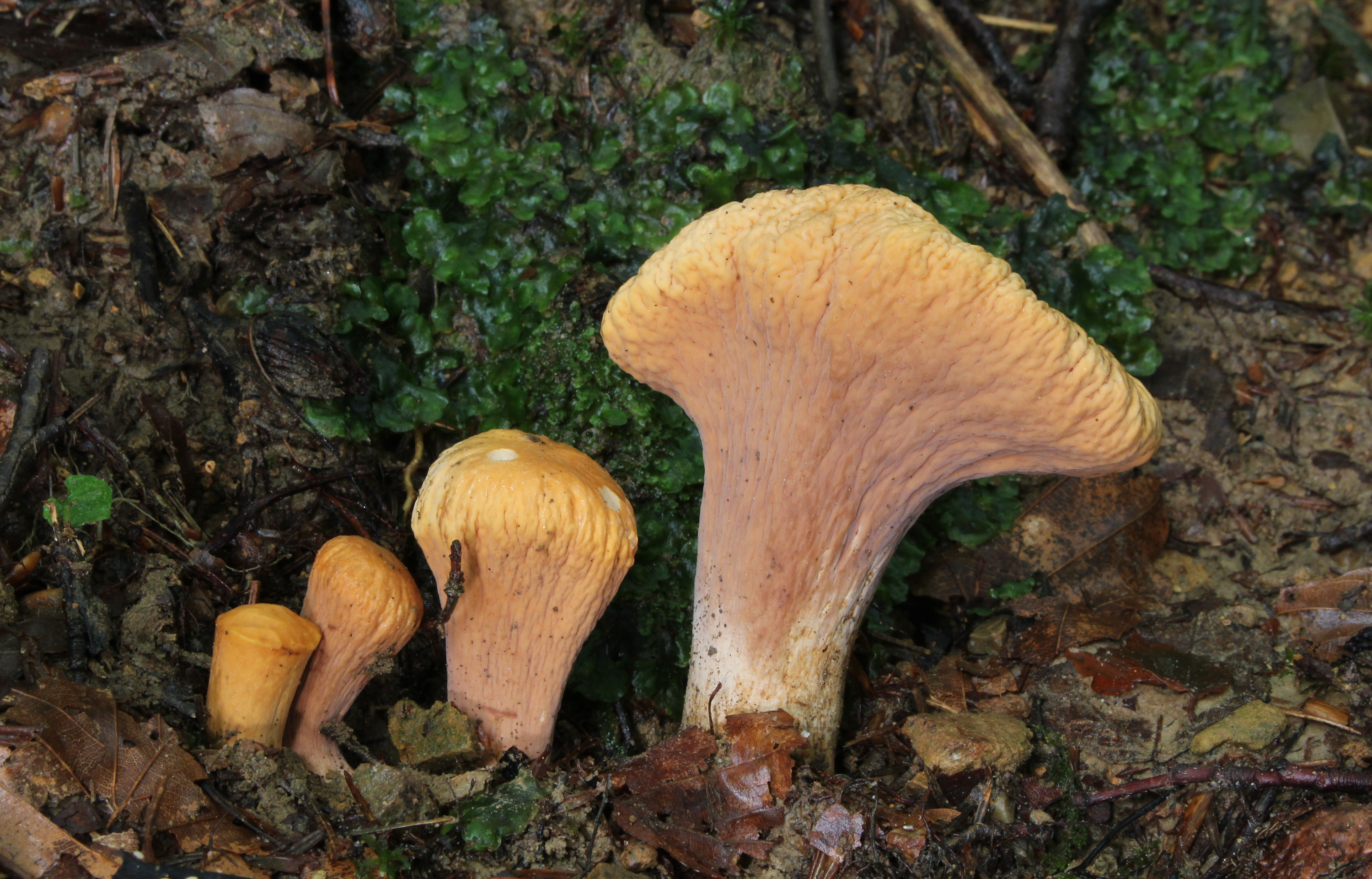
Clavariadelphus truncatus (Gomphales).
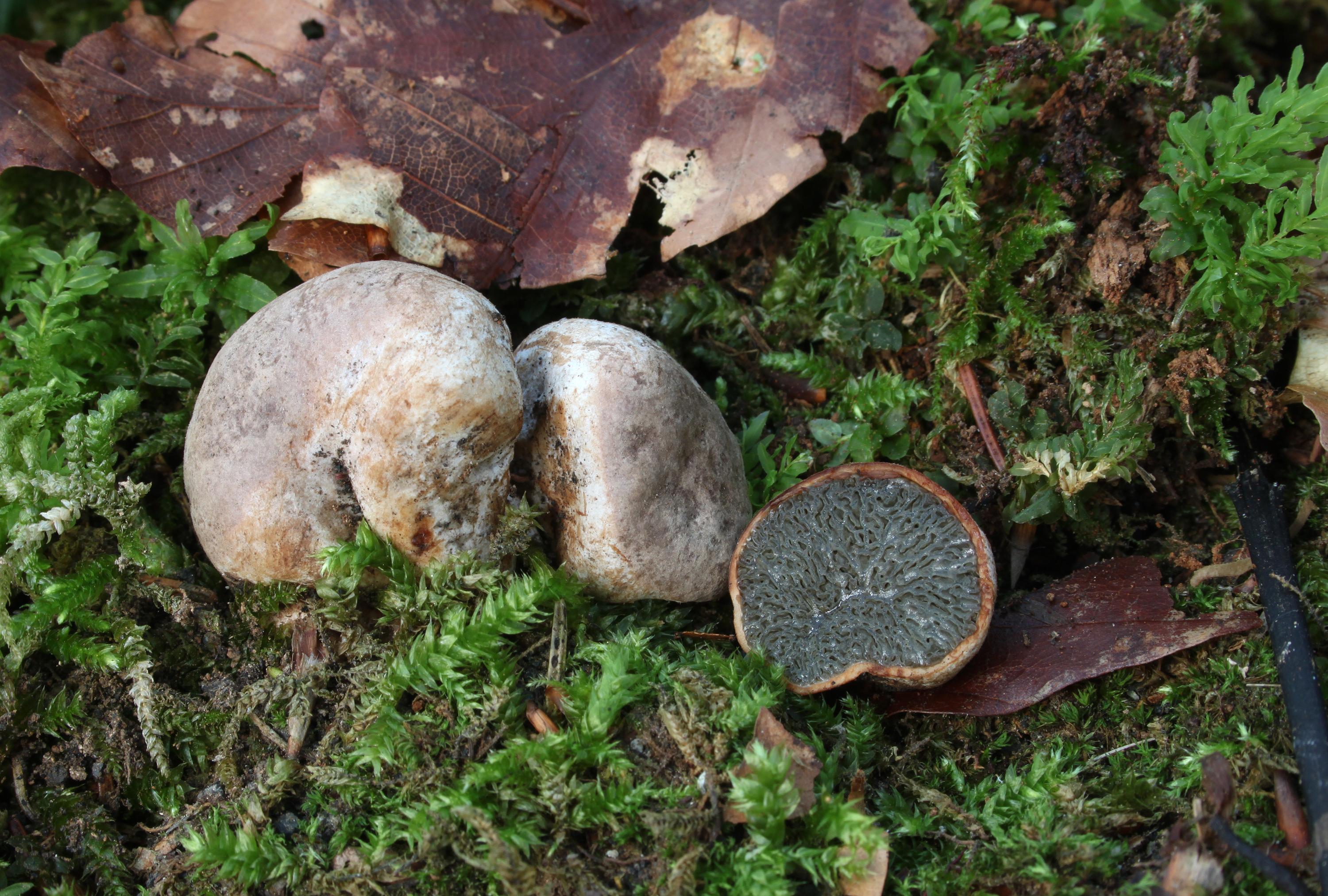
Hysterangium stoloniferum (Hysterangiales).
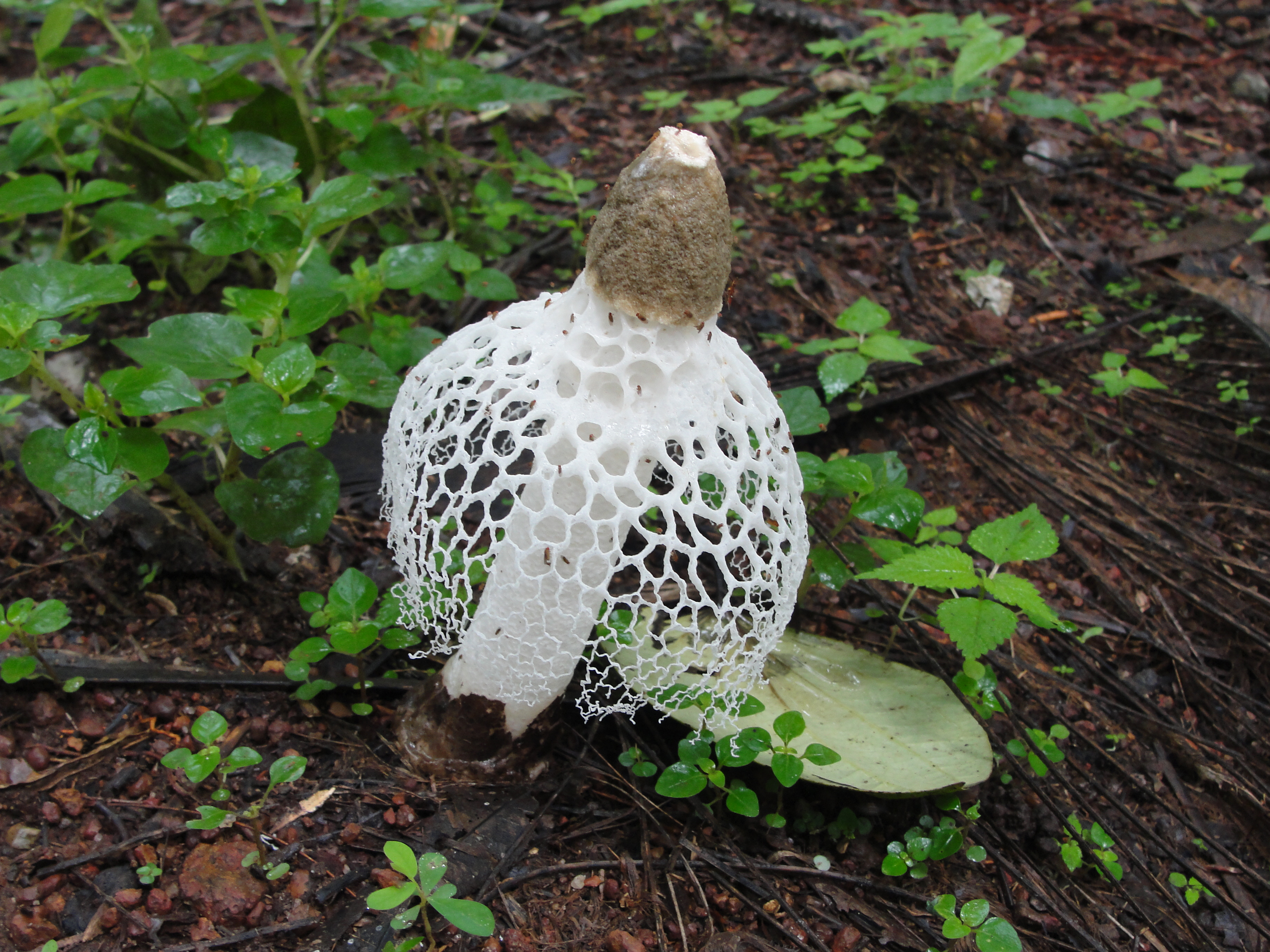
Phallus indusiatus (Phallales).

## Systématique
Le groupe est monophylétique et fondé essentiellement sur des critères de biologie moléculaire. Une vaste étude phylogénétique réalisée en 2007, réalisée par plus d'une soixantaine de chercheurs, dont le classement est adopté par The Tree of Life Web Project et Myconet présente ce phylogramme.

### Positionnement dans le phylogramme desAgaricomycetes
- Agaricomycetes
  - Agaricomycetidae
  - Phallomycetidae
    - Clades des Geastrales
    - Clades des Gomphales
    - Clades des Hysterangiales
    - Clades des Phallales

### Phylogramme détaillé
- Agaricomycetes
  - Phallomycetidae
    - Geastrales
      - Geastraceae

    - Gomphales
      - Clavariadelphaceae
      - Gomphaceae
      - Lentariaceae

    - Hysterangiales
      - Gallaceaceae
      - Hysterangiaceae
      - Mesophelliaceae
      - Phallogastraceae
      - Trappeaceae

    -  Phallales
      - Claustulaceae
      - Phallaceae